# ZOC
ZOCX(조쿠, 일본어: ゾック)는 일본의 6인조 여성 아이돌 그룹이다. 2018년에 ZOC(조쿠, 일본어: ゾック)를 결성해, 2022년 7월 7일에 그룹명을 METAMUSE(메타뮤즈)로 개명. 2023년 11월 11일에 신생 「ZOC」로서 재개명했다. 2024년 3월 31일을 기해 현체제를 종료해 활동 휴지했으나, 2025년 1월 1일에 "마지막 ZOC"로서 ZOCX(조쿠)로 개명해, 신체제로 활동. TOKYO PINK 소속. 레이블은 HOLD THE MUSIC(에이벡스). 

## 개요
오오모리 세이코가 중심으로 결성한 걸그룹. 그룹명의 유래는 Zone Out of Control의 약자이며 고독을 고립시키지 않는다라는 뜻을 가지고 있다. 오오모리 세이코에 따르면 자신은 ZOC의 프로듀서가 아니며 함께 싸우고 놀고 같은 마음의 공범자라고 밝히고 있다.
귀여운 외모와는 다르게 이그룹의 의상은 대부분이 위험한 의상을 즐겨입는다.
2022년 7월 7일을 기해 그룹명을 METAMUSE(메타뮤즈)로 개명. 오오모리는 2022년 세계정세를 감안할 때 「Z」나 「지배영역」을 무책임하게 사용하지 못하는 마음이 커져 METAMUSE 개명에 이르렀다고 밝힌 바 있다.
2023년 11월 11일에 도쿄 에비스 더 커튼 홀에서 개최된 『♡가을의 TOKYOPINK FES♡』에서 METAMUSE를 개명해 신생 「ZOC」로서 재활동.
2025년 1월 1일, "마지막 ZOC"로서 ZOCX(조쿠)로 개명해, 신체제로 활동하는 것을 발표.

## 멤버

### 현 멤버
- ZOC000 오오모리 세이코(大森 靖子, 1987년 9월 18일(37세)) - 최연장자, 마음의 공범자, 리더, 현재는 전담 프로듀서로 활동함과 동시에 멤버로도 활동하고 있다.
- ZOC011 차오 아이미(荼緒 あいみ, 2005년 10월 9일(19세))
- ZOC002→ZOC012 센리츠 카나노(戦慄 かなの, 1998년 9월 8일(26세)) - 2020년 7월 8일 졸업했으나, 2025년 1월 1일 재가입. femme fatale, 아쿠마노 키스 겸임.
- ZOC013 센츠바키 마유(千椿 真夢, 2006년 3월 20일(19세)) - 최연소, 친호자 겸임.
- ZOC014 아마쿠니 미유키(天國 3ゅ姫, 2000년 11월 8일(24세)) - 전 마메시바노 타이군 멤버 미유키 엔젤(ミユキエンジェル).
- ZOC015 네코네코네코 하우(猫猫猫 はう, 2000년 2월 15일(25세)) - 전 유메쿠이 NEON 멤버 하우키(はうき).

### 전 멤버
- ZOC005 키토키 프인(葵時 フィン, 2001년 10월 1일(23세)) - 2018년 10월 탈퇴.
- ZOC006 우나기 사야카(兎凪 さやか, 1999년 12월 16일(25세)) - 2019년 12월 23일 탈퇴.
- ZOC003 카시이 카티(香椎 かてぃ, 1998년 10월 10일(26세)) - 2021년 2월 9일 졸업.
- ZOC010 키라노 죠나(吉良乃 ジョナ, 1999년 11월 26일(25세)) - 2022년 5월 28일 탈퇴.
- ZOC004 니시이 마리나(西井 万理那, 1997년 8월 22일(27세)) - 2024년 3월 31일 탈퇴.
- ZOC007 칸나기 마로(巫 まろ, 1995년 3월 12일(30세)) - 2024년 3월 31일 탈퇴, 전 안주루무 멤버 후쿠다 카논(福田 花音).
- ZOC008 야치아 리코(雅雀 り子, 1995년 11월 7일(29세)) - 2024년 3월 31일 탈퇴.
- ZOC009 시즈메 노도카(鎮目 のどか, 2005년 10월 12일(19세)) - 2024년 3월 31일 탈퇴, 현 iLiFE! 멤버 나라 노도카(那蘭 のどか).
- ZOC001 아이조메 카렌(藍染 カレン, 1997년 9월 29일(27세)) - 2024년 11월 4일 졸업.

## 음반

### 싱글
1. family name(2019년 4월 30일)
2. 断捨離彼氏(2019년 10월 9일)
3. SHINEMAGIC/ヒアルロンリーガール(2020년 7월 14일)
4. AGE OF ZOC/DON'T TRUST TEENAGER(2021년 1월 20일)
5. tiffany tiffany/わがままぱじゃま(2022년 7월 6일)
6. メタメメント(2023년 1월 25일)
7. ハッピーエンド延長戦(2023년 5월 10일)
8. QUEEN OF TONE/CRUSH ALONE(2024년 1월 31일)
9. badface/ENDINGING(2025년 4월 1일)

※ 세 번째 싱글까지는 T-Palette Records 레이블, 네 번째 싱글은 에이벡스 트랙스 레이블에서 모두 ZOC 명의, HOLD THE MUSIC에서 다섯 번째 싱글부터는 METAMUSE 명의, 여덟 번째 싱글은 ZOC 명의, 아홉 번째 싱글로부터 ZOCX 명의로 발매되고 있다.
그 외
- 割礼GIRL/BEGGiNG(2021년 11월 3일)※BiS와의 스플릿 싱글
- いちご完全犯罪/猫の国(2023년 9월 26일)※MAPA와의 스플릿 싱글

### 앨범
1. PvP(2021년 6월 9일)